# Joe Perry
Joe Perry vlastním jménem Anthony Joseph Perry (* 10. září 1950, Lawrence, Massachusetts, USA) je americký kytarista, člen skupiny Aerosmith. Od roku 2015 je také členem kapely Hollywood Vampires, ve které hraje společně s Johnnym Deppem a zpěvákem Alicem Cooperem.
Rodina jeho otce je původem z Portugalska; jeho děda si, potom co do USA přijel, změnil původní jméno Pereira na Perry. Matčina strana je původem z Itálie, přesněji z Neapole.
Se zpěvákam Stevenem Tylerem a basákem Tomem Hamiltonem založil v roce 1970 skupinu Aerosmith, ve které zároveň i zpíval. Kvůli neshodám s Tylerem v roce 1979 ze skupiny odešel (místo něj hrál ve skupině Jimmy Crespo), založil The Joe Perry Project a nahral tři sólová alba. Do Aerosmith se vrátil roku 1984.
V roce 2001 hostoval na sólovém albu Micka Jaggera Goddess in the Doorway, o čtyři roky později vydal sólové album s názvem Joe Perry (2005).